# Urraul Bajo
Urraul Bajo – gmina w Hiszpanii, w Nawarze, o powierzchni 59,72 km². W 2011 roku gmina liczyła 292 mieszkańców.